# Laserdiode-projektor
En Laserdiode-projektor eller laser-projektor er et apparat, der ligesom en almindelig halogenpære baseret projektor, kan sende et lysbillede eller lysfilm op på en hvid flade, der kan betragtes af en eller flere mennesker.
Fordelene ved laserdiodebaserede projektorer er typisk:
- Uendelig fokus. Lige meget hvilken afstand billedet projiceres hen til, vil billedet stadig være i fokus. Med andre ord behøver fokus ikke at justeres.
- Ingen bevægelig dele. Dette gælder for de nyeste laserdiode-projektorer. Fordelen er længere levetid.
- Pga. halvlederlaseres høje effektivitet i dag og højere i fremtiden, vil effektforbruget være sammenlignelig eller bedre end plasmaskærme og andre fladskærme.

## Praktiske prototyper
I 2006 blev der fremvist en monokrom grøn laserdiode-projektor med netop disse egenskaber.
 
Den kan anvendes til billedstørrelser omkring 7 tommer.
I nogle nye prototypeapparater er laserdiode-projektoren bygget ind i en kasse og kaldes så et Laser-tv eller laser-monitor. Ifølge en af de første laser-tv innovatorer Novalux og Arasor, giver det en større gamut og derfor et større formidlet farverum. Herudover anvender det aktuelle laser-tv kun 1/4 af den elektriske effekt og en halvering af vægten, i forhold til et plasma-tv.
 
Novalux og Arasor laser-tv er bestykket med højeffektslaserdioder, der samlet kan levere RGB-farver med følgende optiske effekt: Rød 750mW, grøn 3000mW, blå 3000mW.

En anden prototype på laser-tv har Mitsubishi frembragt med deres Laser projected DLP HDTV.
. Mitsubishi har allerede markedsført deres Laser-Tv på det amerikanske marked.